# 斯特鲁德霍夫阶梯

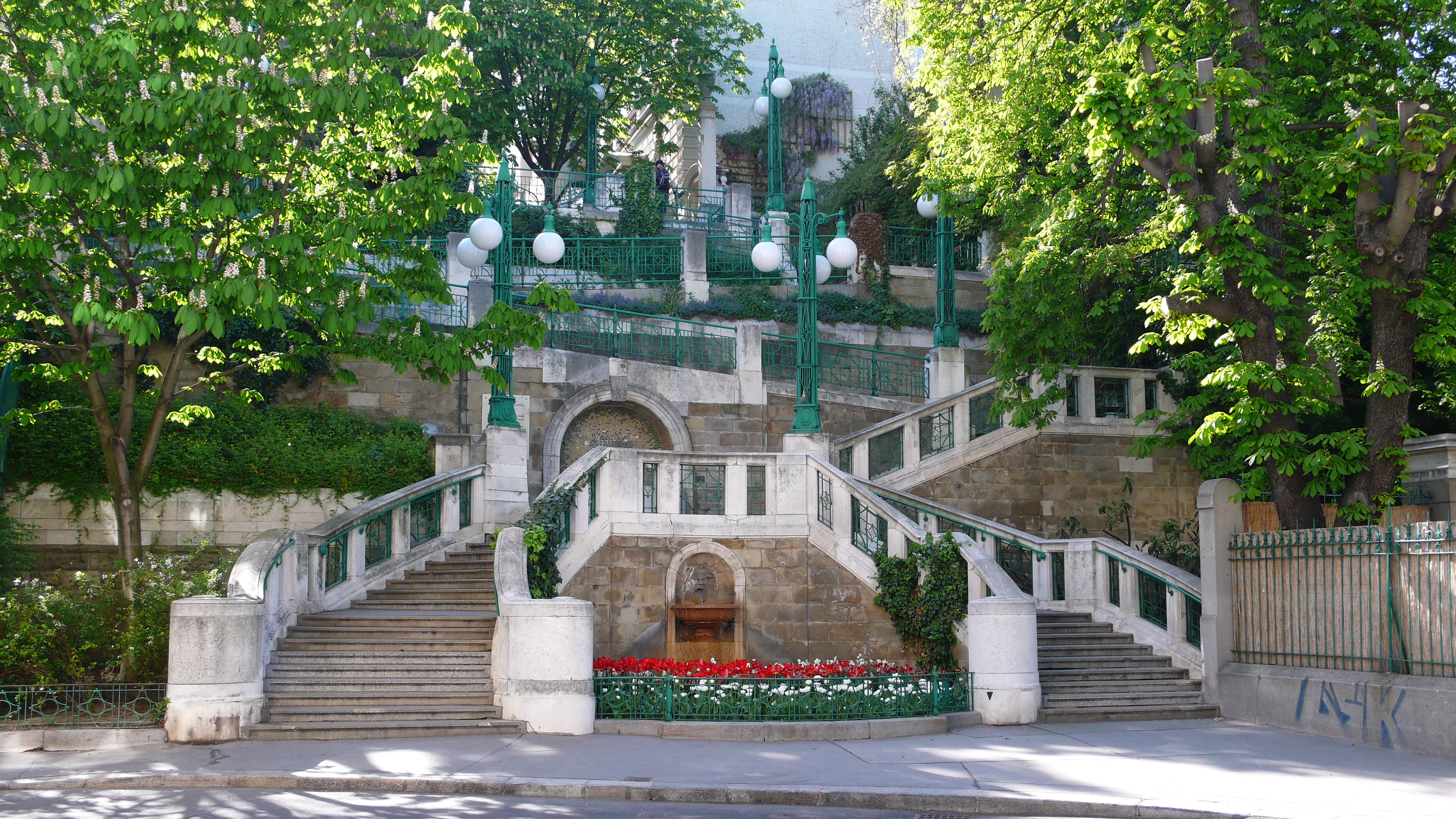
斯特鲁德霍夫阶梯

斯特鲁德霍夫阶梯（Strudlhofstiege）是一座户外阶梯，位于维也纳的阿尔瑟格伦德区（Alsergrund）。
斯特鲁德霍夫阶梯开放于1910年11月29日。它是由约翰·西奥多·耶格设计，是新艺术运动的重要作品。
它以雕塑家和画家彼得·斯特鲁德命名，他在阶梯上方的街道上拥有财产。
1951年奥地利作家多德勒尔（Heimito von Doderer）的小说《斯特鲁德霍夫阶梯》（Die Strudlhofstiege oder Melzer und die Tiefe der Jahre）以此阶梯命名，小说中的情节也发生于此。